# 平田牧場
株式会社平田牧場（ひらたぼくじょう）は、山形県酒田市に本社を置く企業。畜産、食肉加工販売、外食事業を行う。
また馬主として“チョウカイ”（2003年産駒以前）“ヒラボク”（2004年産駒以降）の冠名で所有している。かつてはモンテディオ山形のユニフォームスポンサーを務めていたこともある。

## 沿革
- 1964年（昭和39年） - 新田嘉一（現株式会社平田牧場 会長）が食肉直売所を開設（創業）。
- 1967年（昭和42年） - 「株式会社平田牧場」設立。
- 1971年（昭和46年） - 無添加ソーセージの開発に着手。
- 1973年（昭和48年） - 生活クラブ生協と出会い、無添加ソーセージを注文。同年から生活クラブ生協との交流開始。
- 1974年（昭和49年） - 平牧三元豚（1990年代まで平牧黒豚として販売していた）の開発開始。
- 1986年（昭和61年） - 完全無添加ソーセージが完成。
- 1988年（昭和63年） - 中国より金華豚導入。
- 1993年（平成5年） - 平牧桃園豚の販売開始（現平牧金華豚）。
- 2013年（平成25年） - JPタワー（KITTE）に金華豚料理 平田牧場 極（きわみ）出店[2]。

## 展開店舗
直営飲食店
| - とんかつと豚肉料理 平田牧場 東京ミッドタウン店 - 東京都港区赤坂 - とんかつと豚肉料理 平田牧場 COREDO日本橋店 - 東京都中央区日本橋 - とんかつと豚肉料理 平田牧場 玉川高島屋S･C店 - 東京都世田谷区玉川 - とんかつと豚肉料理 平田牧場 ホテルメトロポリタン山形店 - 山形県山形市香澄町 - とんや 酒田店 - 山形県酒田市みずほ | - とん七 鶴岡こぴあ店 - 山形県鶴岡市余慶町 - 金華豚料理 平田牧場 極（きわみ）KITTE 丸の内店 - 東京都千代田区丸の内 - 平田牧場 庄内空港店 - 山形県酒田市浜中字村東 - 焼肉・しゃぶしゃぶ平田牧場 酒田店 - 山形県酒田市みずほ - HIRABOKU CAFE 庄内空港店 - 山形県酒田市浜中字村東 - 平田牧場 鶴岡店 - 山形県鶴岡市布目字中通り |

直営物販店
| - 山形県酒田市：2店舗 - 山形市：1店舗 - 宮城県仙台市：1店舗 | - 東京都区部：3店舗 - 愛知県名古屋市：1店舗 |

観光施設
- 舞娘茶屋 雛蔵畫廊 相馬樓 - 江戸時代より料亭「相馬屋」として賑わってきた。現在の木造建造物は1894年（明治27年）庄内地震の大火による消失直後に建てられた。1996年登録有形文化財 に登録[3]。
  - 相馬樓内に酒田竹久夢二美術館が併設されている。夢二の孫、竹久みなみが名誉館長を務める[4]。

## 関連事業
| 総合結婚式場 - ガーデンパレスみずほ - レストラン タイム - 喫茶 モンマルトル 食品加工販売 - 株式会社シガフードプロダクツ | 牧場経営・管理 - 有限会社生活クラブ平田牧場 食肉・加工肉輸送 - 株式会社平牧工房 ゴルフ場 - 株式会社庄内ゴルフ倶楽部 |

## 事業所・営業所
- 北海道、山形、群馬、東京、名古屋、大阪

## 主な所有馬
太字は関西馬。
- チョウカイキャロル（優駿牝馬（オークス））※新田嘉一名義。
- ヒラボクロイヤル（青葉賞）
- チョウカイリョウガ（京成杯2着、種牡馬）
- ヒラボクキング（平安ステークス）
- ヒラボクディープ（青葉賞）
- ヒラボクラターシュ（佐賀記念）

## テレビ出演
- 日経スペシャル カンブリア宮殿 流通革命が、農業を救う！（2009年8月31日、テレビ東京）[5]

## 書籍

### 関連書籍
- 『んだ豚だ! コメを捨てた男-平田牧場主 新田嘉一』（著者:佐藤亮子）（1994年12月1日、協同図書サービス）ISBN 4-7874-7006-X
- 『新世紀へ、庄内の道標 新田嘉一、富塚陽一、町田睿 鼎談』（1998年10月、荘内日報社）
- 『実在感と重量感 新田嘉一コレクション』（著者:水戸部浩子）（2004年6月1日、みちのく書房）ISBN 4-944077-69-6
- 『三元豚に賭けた男 新田嘉一 平田牧場の43年』（編著:石川好 佐高信）（2010年8月15日、七つ森書館）ISBN 978-4-8228-1016-0
- 『平田牧場「三元豚」の奇跡』（著者:新田嘉一）（2010年11月5日、潮出版社）ISBN 978-4-267-01859-6
- 『なぜ「高くても売れる」のか 平田牧場・吉田カバンのプレミアム仕事術』（著者:高井尚之）（2011年3月18日、文藝春秋）ISBN 9784163738703